# Mistrzostwa Polski w Boksie 1925
2. Mistrzostwa Polski w boksie mężczyzn odbyły się w dniach 5 i 6 grudnia 1925 w Warszawie.
Turniej MP został odłożony przez Zarząd PZB „w celu umożliwienia klubom śląskim należytego załatwienia formalności związkowych z przyjęciem do Związku”.
Zgodnie z ówczesnym regulaminem zwycięzca turnieju w danej kategorii wagowej mógł wyzwać zwycięzcę kategorii bezpośrednio wyższej. Spotkanie musiało odbyć się w ciągu 24 godzin od zakończenia finałów. Triumfator kategorii lekkiej Zygfryd Wende wyzwał zwycięzcę kategorii półśredniej Jana Arskiego i pokonał go, zostając jedynym w historii mistrzostw podwójnym mistrzem w jednym roku. W następnym roku przepis ten zniesiono. Zwycięzca kategorii ciężkiej Tomasz Konarzewski zdobył tytuł bez walki (zachowując mistrzostwo z minionej edycji), ponieważ w tej wadze zgłosił się tylko jeden zawodnik.

## Medaliści
| Kategoria:                    | Złoto:                                 | Srebro:                                       | Brąz:                                                          |
| waga musza (do 50,8 kg)       | Stefan Glon (Warta Poznań)             | Artur Danziger (Makabi Warszawa)              |                                                                |
| waga kogucia (do 53,5 kg)     | Władysław Menka (Warta Poznań)         | Józef Zdziennicki (PTA WArszawa)              |                                                                |
| waga piórkowa (do 57,2 kg)    | Feliks Iwański (Warta Poznań)          | Zygmunt Plewiński (Krusche-Ender Pabianice)   | Teodor Wochnik (BKS Katowice)                                  |
| waga lekka (do 61,2 kg)       | Zygfryd Wende (Cestes Warszawa)        | Mieczysław Ciężki (Warta Poznań)              | Jankiel Anker (Makabi Warszawa)                                |
| waga półśrednia (do 66,7 kg)  | Zygfryd Wende (Cestes Warszawa)        | Jan Arski (Warta Poznań)                      | Jerzy Snoppek (BKS Katowice)                                   |
| waga średnia (do 72,6 kg)     | Jerzy Denisch (BKS Katowice)           | Tadeusz Kwiatkowski (Krusche-Ender Pabianice) | Józef Chrzanowski (AZS Warszawa) Wilhelm Snopek (BKS Katowice) |
| waga półciężka (do 79,4 kg)   | Erwin Stibbe (Krusche-Ender Pabianice) | Kazimierz Włodarczyk (Warta Poznań)           | Jan Gerbich (Krusche-Ender Pabianice)                          |
| waga ciężka (powyżej 79,4 kg) | Tomasz Konarzewski (Union Łódź)        |                                               |                                                                |